# José Santos Guardiola (município)
José Santos Guardiola é uma cidade hondurenha do departamento de Islas de la Bahía.